# Эпифеномен
Эпифеномен (др.-греч. ἐπί — «при, после, возле» и φαινόμενον — «являющееся») — придаток к феномену, побочное явление, сопутствующее другим явлениям, но не оказывающее на них никакого влияния; термин, применяемый для истолкования сознания как совершенно пассивного, а потому не играющего никакой существенной роли, отражения материального (или идеального) содержания мира. Употребляется эпифеноменалистами — представителями естественнонаучного материализма (Т. Гексли, Ф. Ле-Дантек) и некоторыми философами-идеалистами (Э. Гартман, Ницше, Сантаяна), а также сторонниками бихевиоризма.